# Rimaucourt
Rimaucourt é uma comuna francesa na região administrativa de Grande Leste, no departamento de Haute-Marne. Estende-se por uma área de 20,26 km². Em 2010 a comuna tinha 679 habitantes (densidade: 33,5 hab./km²).